# Coos Bay
Coos Bay est une ville américaine située dans le comté de Coos dans l'Oregon et dont la population de la ville était estimée en 2006 à 16 005 habitants. La ville est située à l'embouchure du fleuve Coos, au bord de la baie de Coos qui est reliée à l'océan Pacifique.

## Géographie
Selon le United States Census Bureau, la ville a une superficie totale de 41 km2, dont 27 km2 de terres et 14 km2 d'eau. 
L'Est de Coos Bay est à l'origine appelé East Marshfield, du fait de sa situation sur le côté est de la baie. Le bureau de poste a été créé en 1891, et il a fonctionné par intermittence jusqu'en 1908, lorsque le nom a été changé à Eastside. La communauté de Eastside a fusionné avec la ville de Coos Bay en 1983. 
Le quartier central a été créé en 1853 par les membres de la Société Coos Bay de Jacksonville, Oregon, et au moment où il a été supposé que la zone serait le centre de la région. La société a été formée après la découverte d'or dans le nord de la Californie et le sud-ouest de l'Oregon. Pendant un certain temps le centre a été le siège du comté de Coos County. Le premier bureau de poste a été appelé Elkhorn et a duré de 1853 à 1854. Il a été le premier bureau de poste de ce qui est maintenant le comté de Coos.

## Histoire

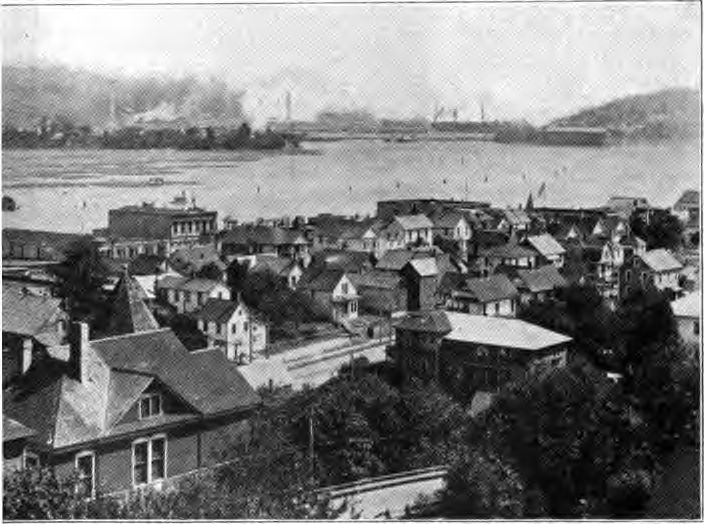
Coos Bay en 1922.

Avant les Européens, des tribus amérindiennes vivaient dans la région de Coos Bay depuis des milliers d'années. Les Umpqua et les Siuslaw pêchaient, chassaient et habitaient le long de Coos Bay et de ses estuaires, le long des rivières et dans les prairies et les forêts. 
Vers 1550, les explorateurs britanniques et espagnols abordent vers la côte sud. En 1579, Sir Francis Drake a cherché un abri pour son navire, le golden Hinde, autour du cap Arago. L'explorateur Jedediah Smith passe dans la région à la cherche de fourrures.   
En 1853, J.C. Tolman fonde la ville et la nomme Marshfield d'après sa ville d'origine Marshfield dans le Massachusetts. Elle a été renommée Coos Bay en 1944 à la suite d'un vote de ses habitants.
La première église méthodiste est créée dans la région en 1857. En 1866, les habitants, qui étaient tributaires de la mer pour leurs revenus, ont construit le phare du cap Arago. La mise en place d'un bureau de poste en 1871 et l'arrivée de la Route de Coos Bay Wagon Road dans la ville en 1872, a connecté Coos Bay au comté de Douglas, de l'autre côté de la chaîne côtière. Cette route carrossable, bien que disparue depuis longtemps dans sa forme originale, est encore partiellement visible depuis la route départementale 42 de l'Oregon, elle suit à peu près le tracés original.
En 1915, la région de Coos est isolée du reste de l'Oregon en raison des difficultés à traverser la chaîne côtière, et l'océan Pacifique est utilisé pour relier la population à d'autres régions, y compris celle San Francisco. En 1916, une ligne ferroviaire est achevée, elle a augmenté les échanges commerciaux et le tourisme. La croissance urbaine significative s'est produite dans les années 1920, et au cours des années 1930 à 1950. 

### New Carissa

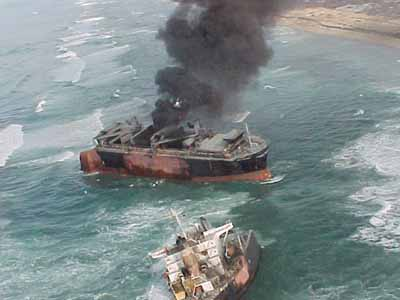
New Carissa en feu proche de la plage.

Le 4 février 1999, un navire japonais du nom de New Carissa s'échoue sur une plage à 4,3 km au nord de l'entrée de Coos Bay ce qui attire l'attention internationale sur la ville. Le New Carissa était vide, il arrivait au port de Coos Bay pour charger une cargaison de copeaux de bois. Le capitaine estima que le temps était trop mauvais pour que le navire entre au port, il jeta l'ancre. L'équipage jeta l'ancre, mais la chaîne étant trop courte le navire s'échoua sur la plage. 70 000 gallons US (260 m3) de fioul ont été déversés par le navire, avec 165 000 à 255 000 gallons supplémentaires (625 à 965 m3) qui ont été brûlés par les sauveteurs plus tard. La poupe du navire reste sur la plage, la proue a été remorquée vers la mer et a coulé. En juin 2008, l'épave du New Carissa est coupée en morceaux et retirée de la plage. Le soutien du public à cette suppression n'est pas unanime. Quelques citoyens de Coos Bay pensent qu'il était préférable de laisser cette épave comme attraction touristique.

## Transport
Coos Bay possède un aéroport régional, situé à Bend Nord et le seul aéroport commercial sur la côte de l'Oregon.
Les lignes de bus de Coos Bay pour Eugene (Oregon).
Les services ferroviaires Amtrak de Coos Bay à Ontario (Oregon), Oregon.

## Jumelage
Coos Bay est jumelée avec  Chōshi (Japon).

## Personnalité liée à la ville
- Steve Prefontaine, coureur de fond, né à Coos Bay.
- Mel Counts, basketteur professionnel, médaille d'or aux Jeux olympiques de 1964.